# Ginga e kickoff!!
Ginga e kickoff!! (Japans: 銀河へキックオフ!!, Aftrap naar de ruimte!!) is een anime uit 2012 over voetbal. 
Ze werd in Japan uitgezonden op de televisiezender NHK General TV. De serie bevat 39 afleveringen en eindigde op 26 februari 2013. 
De serie is gebaseerd op een boek van de Japanse schrijver Kawabata Hiroto. Het verhaal gaat over Ota Sho, een jongen die een voetbalteam opricht.